# Karoline von Günderode
Karoline von Günderode, ou officiellement Karoline von Günderrode, connue jadis dans les lettres françaises comme Caroline de Gunderode, née le 11 février 1780 à Karlsruhe et décédée le 26 juillet 1806 à Winkel, le long du Rhin, est une poétesse allemande de l’époque romantique.

## Sa vie, son œuvre
Karoline von Günderrode, naquit le 11 février 1780 à Karlsruhe comme l’aînée d’une famille dont le père, Hector Wilhelm von Günderrode était conseiller aulique et écrivain et qu’elle perdit à l’âge de six ans. Après le décès du père, sa mère Luise Sophie Victorie Auguste Henriette Friedrike von Günderrode (1759–1819) alla s’établir avec ses cinq filles et son fils à Hanau.
La famille Günderrode était une famille patricienne de Francfort qui faisait partie des lignages d'Alten Limpurg de Francfort dont les membres avaient le monopole des charges dirigentes de la vieille cité impériale. C’est ainsi que le frère de Karoline, Friedrich Carl Hector Wilhelm von Günderrode devint sénateur et premier bourgmestre de Francfort.

## Enfance et jeunesse
Après la mort de son père, toute la maisonnée vécut très modestement de la pension fort chiche dont bénéficiait la mère.
En tant que membre du lignage d’Alten Limpurg, Karoline put profiter de la Fondation Cronstetten-Hynsperg destinée à soutenir les membres du lignage d’Alten Limpurg tombés dans le besoin et fut chanoinesse du Noble Chapitre de cette fondation, où elle étudia la philosophie, l’histoire, la littérature et la mythologie.
Comme d'autres romantiques tels que Hölderlin, elle fut enthousiasmée par les idées de la Révolution française.
Très tôt elle fut imprégnée des grands thèmes de son œuvre : l’esclavage et la liberté, l’amour et la mort.
Son premier grand amour fut Frédéric de Savigny qui deviendra l'important historien du droit que l’on sait, et qui alors étudiant introduisit Karoline dans le cercle des romantiques. La jeune fille de dix sept ans écrivait déjà alors secrètement des poésies.

## La muse des romantiques
Lorsqu’elle eut 24 ans, Karoline von Günderrode publia sous le pseudonyme de Tian son premier recueil, Gedichte und Phantasien, (Poèmes et fantaisies). Goethe lui écrivit qu’il considérait cette plaquette comme une œuvre véritablement rare. Clemens Brentano fut également admiratif et s’étonna qu’elle ait pu lui cacher ses talents poétiques.
Mais alors que Brentano devint célèbre l’œuvre de Karoline de Gunderode resta cachée dans l’ombre de sa vie.

## Dernier amour et mort
Lors d’une excursion à l’abbaye de Neuburg près de Heidelberg en 1804, Caroline fit la connaissance du philologue et mythologue Frédéric Creuzer (1771-1853) et de sa femme plus âgée que lui de treize ans. Frédéric Creuzer et Caroline se rapprochèrent et promirent de s’aimer jusqu’à la mort.
Caroline écrivit à son confident le théologien Daub, une des plus belles confessions amoureuses de la littérature allemande où elle exprimait qu’elle serait incapable de supporter la perte de son amour pour Creuzer.
Mais le 26 juillet 1806 Frédéric Creuzer se réconcilia avec son épouse et fit annoncer à Karoline - non pas personnellement mais par l'intermédiaire du même pasteur Daub qui en chargea lui-même une amie de Karoline - la rupture de leur relation.
Désepérée Karoline se rendit à Winkel le long de la rive du Rhin et se perça le cœur d’un stylet à manche d’argent. On découvrit le lendemain son cadavre flottant sur l’eau.
Frédéric Creuzer, savant réputé dans toute l'Europe, fit tout pour empêcher la publication de l’œuvre posthume de Karoline, « Melete » (Μελέτη, le souci), mélange de vers et de prose, où il apparaissait sous les traits d’Eusebio, et ce ne fut que cent ans après la mort de la poétesse que ce recueil put paraître.